# 山田博一
山田 博一（やまだ ひろかず、1968年4月30日 -  ）は、北海道出身の元プロ野球選手（外野手）。

## 来歴・人物
帯広農業高時代は、野球の傍ら冬はアイスホッケーの選手として活躍していた。『ニュースステーション』（テレビ朝日系列）では｢帯広農業の山田君｣の密着取材が何度か放送された。
日本大学へのアイスホッケー推薦が内定していたが、1986年オフにドラフト外で横浜大洋ホエールズに入団。一軍公式戦への出場がないまま、1990年限りで現役を引退。

## 詳細情報

### 年度別打撃成績
- 一軍公式戦出場なし

### 背番号
- 65 （1987年 - 1990年）